# Duewag/LHB TW 6000
TW 6000 – typ silnikowego wagonu wyprodukowanego dla Hanoweru. Wraz z rozpoczęciem przebudowy systemu tramwajowego na system kolei miejskiej w 1965 r., konieczne stało się opracowanie konstrukcji nowego wagonu, gdyż wagony tramwajowe dotychczas eksploatowane w Hanowerze nie odpowiadały wymogom stawianym przez system kolei miejskiej. Nowy typ wagonu miał być dwukierunkowy oraz zapewniać większy komfort dla podróżnych. TW 6000 łączy w sobie cechy wagonu tramwajowego oraz kolejowego (możliwość obsługi zarówno peronów tramwajowych, jak i kolejowych).

## Prototypy

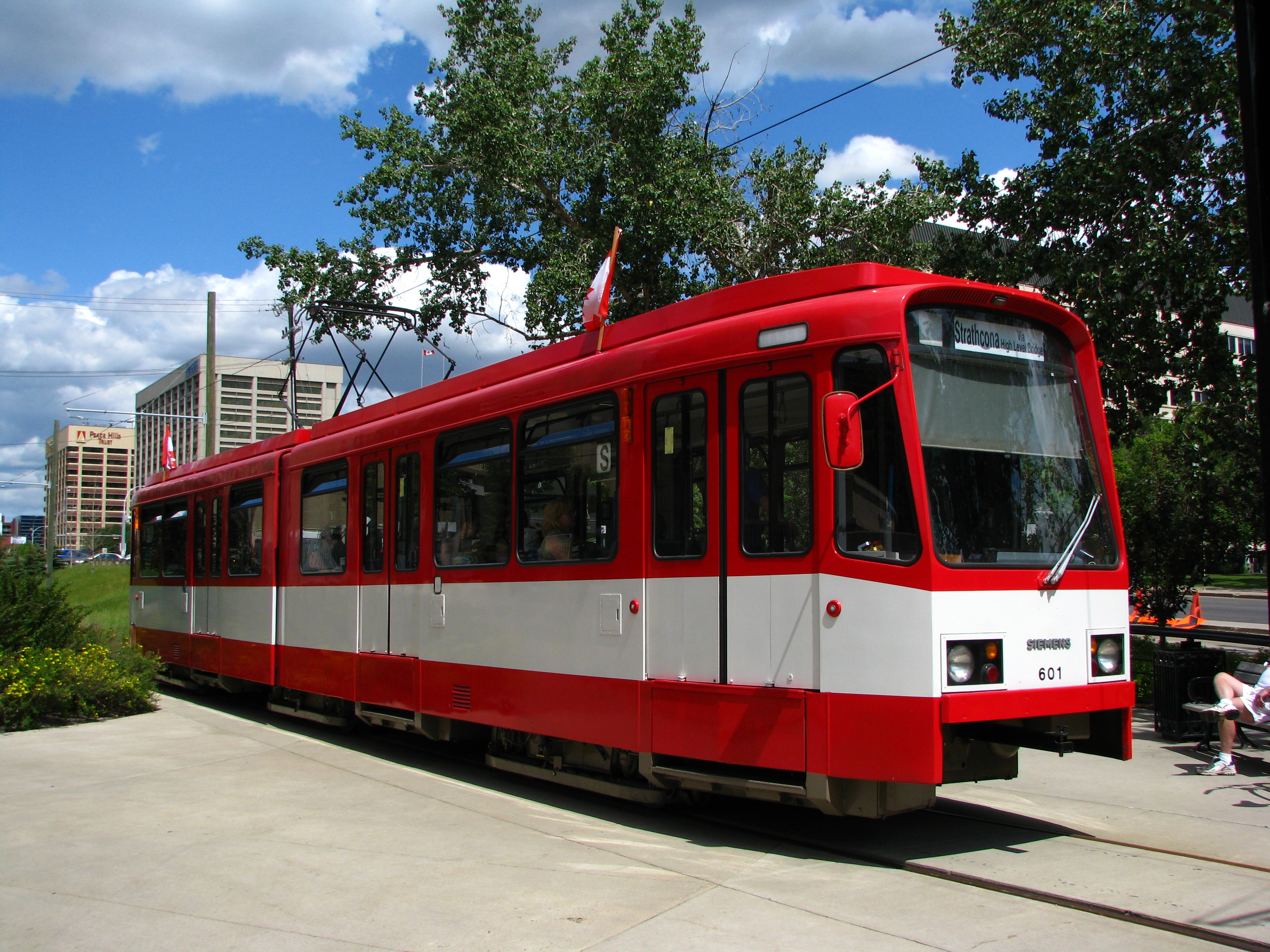
Prototypowy TW 601

Przed powstaniem serii TW 6000 w zakładach Düwag oraz Linke-Hofmann-Busch wyprodukowano w 1970 r. po jednym prototypowym wagonie. Otrzymały one odpowiednio numery taborowe 600 oraz 601. Te polakierowane w biało-czerwone barwy wagony były szerokie na 2,5 m i długie na 19,5 m. Były zatem o 15–30 cm szersze od eksploatowanych wówczas wagonów tramwajowych. Pod względem konstrukcyjnym obydwa wagony różniły się pewnymi cechami, aby móc przetestować różne rozwiązania i wdrożyć te najodpowiedniejsze w produkcji seryjnej. Prototypy testowano do 1975 r. głównie na linii nr 14 między Oberricklingen i Kirchrode, a po wprowadzeniu do ruchu wagonów TW 6000 zostały one odstawione.

## Produkcja seryjna
Doświadczenia wynikające z eksploatacji prototypowych wagonów TW 600 i TW 601 wykorzystano przy projektowaniu wagonów serii TW 6000. W ten sposób powstał ośmioosiowy wagon o długości około 28 m i szerokości 2,4 m. W porównaniu z prototypami zmieniono schemat malowania na jasnozielony z białym pasem między fartuchami a linią okien. Pierwsze 100 egzemplarzy powstało w zakładach Düwag, natomiast wyposażenie elektryczne dostarczyły AEG, Kiepe i Siemens. Kolejne wyprodukowano już w zakładach LHB. 23 grudnia 1974 r. do Hanoweru dostarczono pierwszy wagon nr 6001. Do 1993 r. zakupiono w sumie 260 egzemplarzy. TW 6000 tworzyły największą serię wagonów szybkiej kolei miejskiej w Niemczech. W ruchu liniowym w Hanowerze kursują najczęściej składy zestawione z dwóch wagonów.

## Konstrukcja

Schemat TW 6000

TW 6000 to dwukierunkowe, dwuczłonowe, dwustronne, silnikowe wagony, przystosowane do obsługi zarówno linii tramwajowych, jak i linii szybkiej kolei miejskiej. Nadwozie oparte jest na czterech dwuosiowych wózkach, przy czym skrajne wózki są napędowe, a dwa środkowe są toczne. Każdy ze skrajnych wózków napędza jeden silnik prądu stałego o mocy 217 W. Po obu stronach nadwozia umieszczono po pięcioro dwuczęściowych drzwi składanych: dwoje w pierwszym i trzecim członie, jedne w środkowym. Pod drzwiami zamontowano wysuwane stopnie umożliwiające wsiadanie do wagonu z poziomu peronów tramwajowych. Wagony wyposażono w sprzęgi Scharfenberga.

## Dostawy
| Państwo        | Miasto         | Lata dostaw    | Liczba | Numery taborowe |       |
| -------------- | -------------- | -------------- | ------ | --------------- | ----- |
| Niemcy         | Hanower        | 1974–1993      | 260    | 6001–6260       | [ 2 ] |
| Łączna liczba: | Łączna liczba: | Łączna liczba: | 260    |                 |       |

## Eksploatacja poza Hanowerem

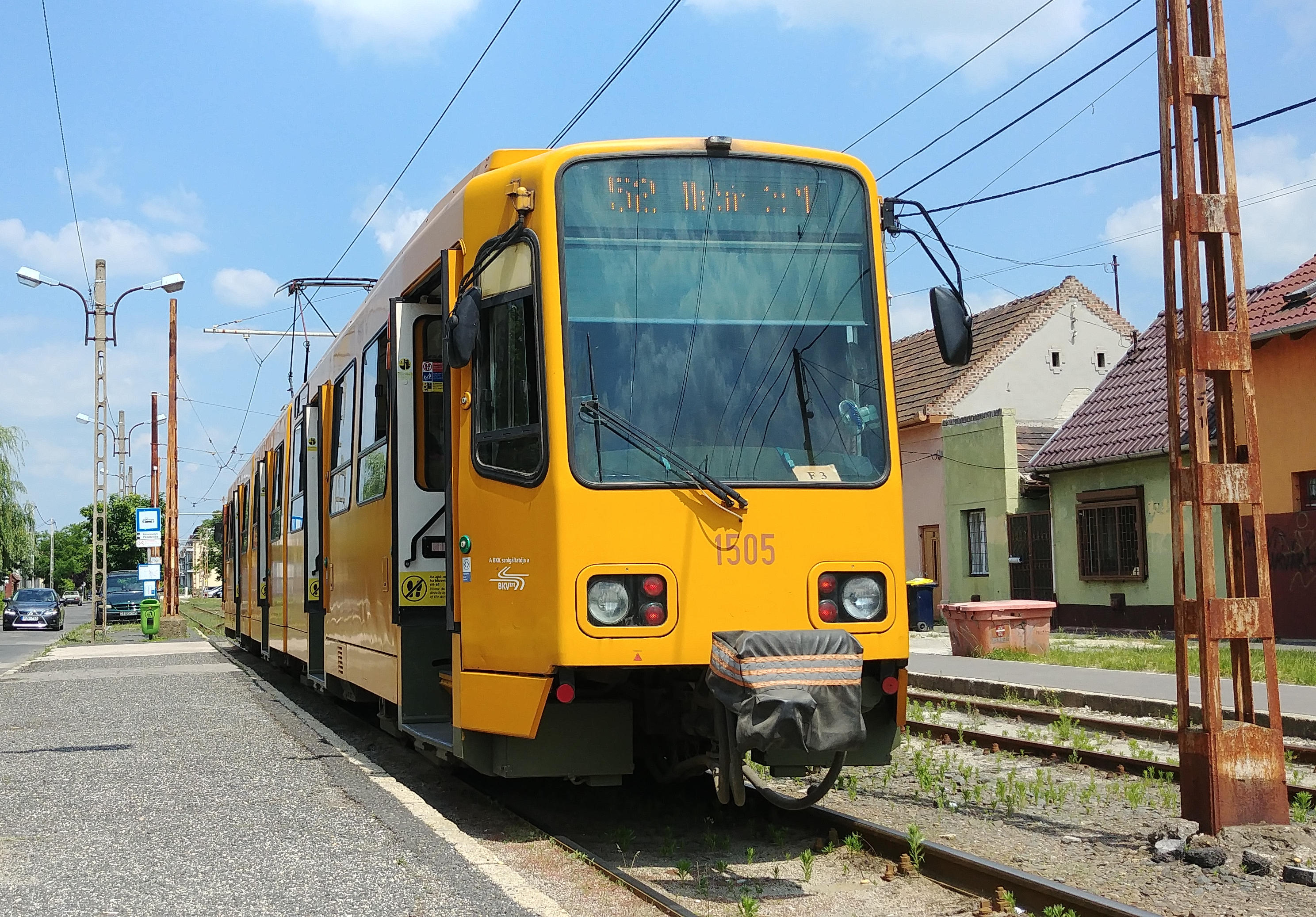
TW 6000 Budapeszcie

Po zakończeniu targów Expo 2000 osiem wagonów z Hanoweru sprzedano dla tramwajów w Hadze (nr 6037, 6053, 6055, 6057, 6058, 6064, 6098, 6099), dwa dla linii tramwajowej w Houten (nr 6016 und 6021) i 74 dla tramwajów w Budapeszcie. W Budapeszcie wagony poddano remontowi, w ramach którego wymieniono okna oraz przemalowano poszycie na kolor żółty. W 2010 r. osiem wagonów z Hagi sprzedano do Budapesztu. Jeden z wagonów z Houten zezłomowano po likwidacji linii, drugi zwrócono do Hanoweru, a stamtąd przewieziono do Budapesztu. Pod koniec 2011 r. z Hanoweru do Budapesztu sprzedano kolejnych dziesięć wagonów typu TW 6000. W marcu 2020 r. w Budapeszcie eksploatowano łącznie 113 wagonów TW 6000. Wagon nr 6148 został odkupiony przez firmę Transtech. Planuje się jego wykorzystanie do jazd próbnych na nowej sieci tramwajowej w fińskim Tampere.